# Oksyracetam
Oksyracetam – organiczny związek chemiczny z grupy 2-pirolidonów. Jest badany jako potencjalny lek nootropowy z grupy racetamów. Jako pochodna piracetamu, oksyracetam wykazuje bardzo łagodne działanie stymulujące. Wstępne badania sugerowały, że substancja jest stosunkowo bezpieczna z niskim profilem toksyczności.
Związek wpływa na aktywność neuroprzekaźników w mózgu, w szczególności glutaminianu i acetylocholiny.